# ریموند دیویس جونیور
ریموند دیویس جونیور (به انگلیسی: Raymond Davis, Jr.) (زاده ۱۴ اکتبر ۱۹۱۴ – درگذشته ۳۱ مه ۲۰۰۶) شیمی‌دان و فیزیک‌دان آمریکایی و برنده جایزه نوبل فیزیک در سال ۲۰۰۱ به خاطر کار بر روی نظریه نوترینوها بود.